# 小倉全由

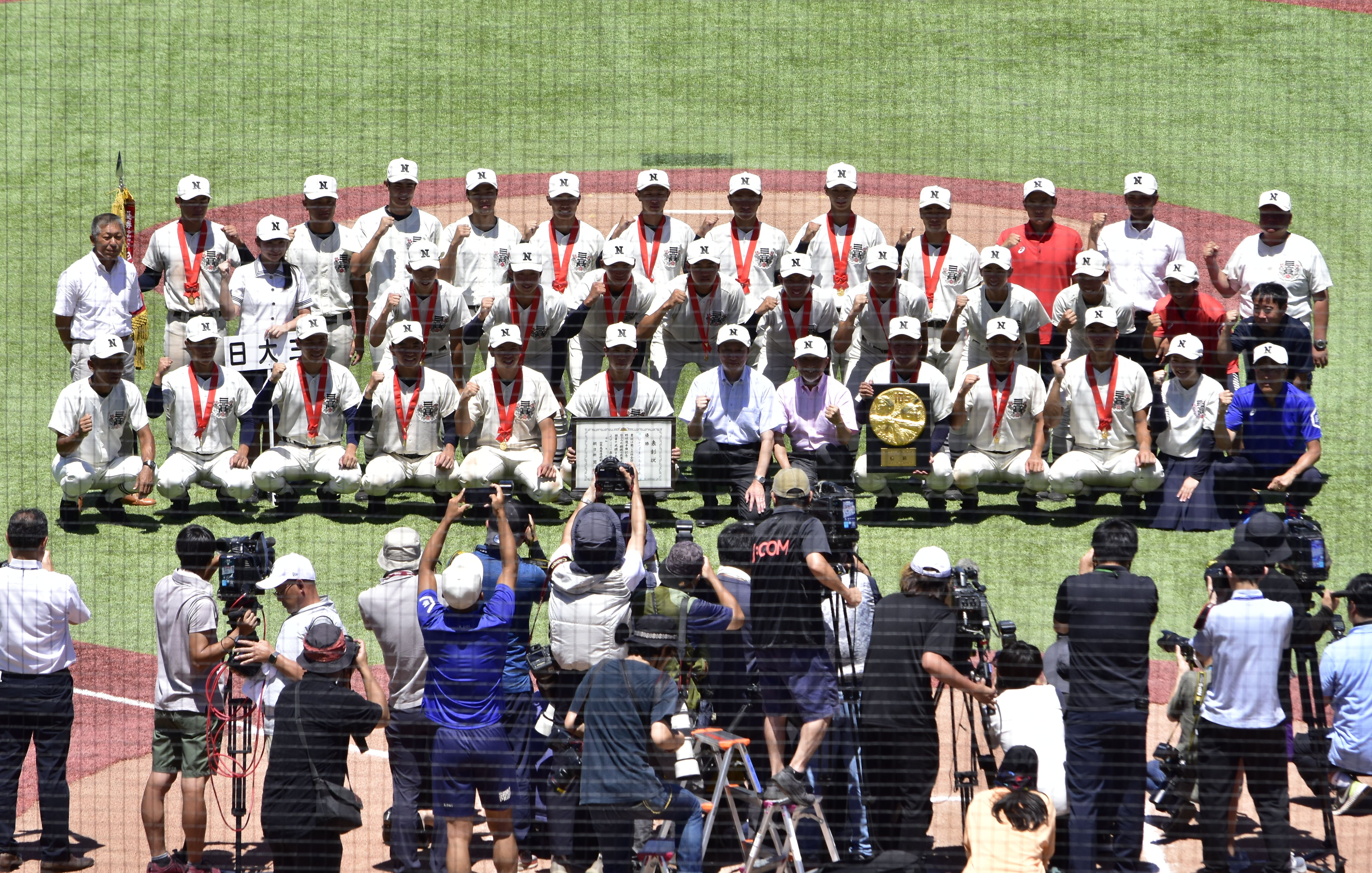
第105回全国高等学校野球 西東京大会優勝 日大三高（神宮球場 2023年7月29日）

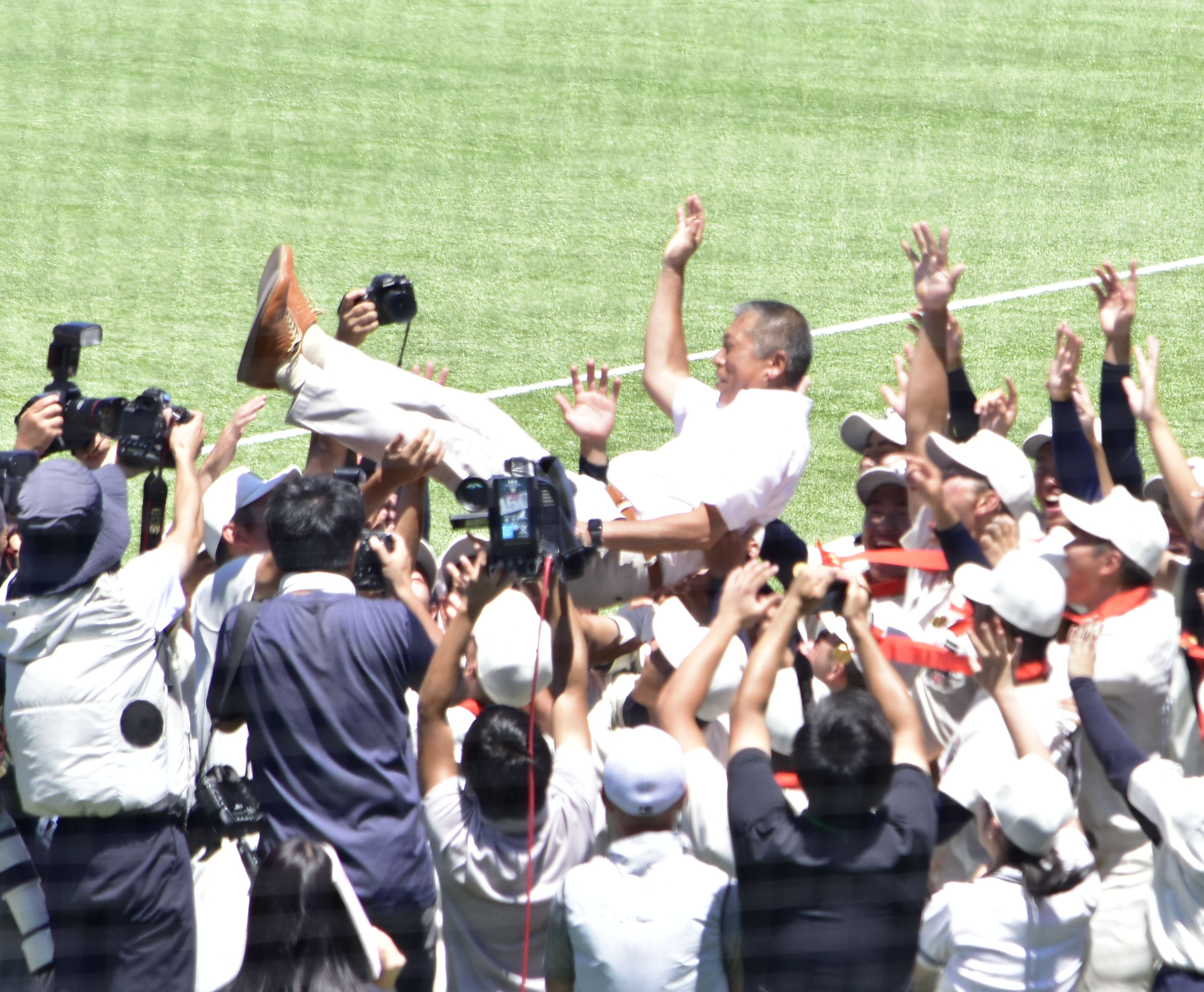
第105回全国高等学校野球 西東京大会優勝 日大三高（神宮球場 2023年7月29日）

小倉 全由（おぐら まさよし、1957年4月10日 - ）は、千葉県長生郡一宮町出身の高校野球指導者。旧姓は斉藤。
元プロ野球選手・監督の森繁和ははとこにあたる。またタレントの小倉優子は親戚。

## 経歴
一宮町立一宮中学校時代はエースで4番。同級生にタレントのあご勇がいた。
日大野球部に在籍していた6歳上の兄の勧めで東京都にある日大三高に進学。高校では内野手だったがレギュラーにはなれなかった。日本大学では野球部には入らなかったが、高校野球の指導者を志し、母校である日大三高のコーチを務めていた。
大学卒業後の1981年に関東一高野球部監督に就任。1985年夏の甲子園に甲子園初出場しベスト8に進出した。1987年・春の甲子園では下手投げの平子浩之投手（東洋大-日本通運）と三輪隆捕手のバッテリーを擁し準優勝に導く。成績不振を理由に1988年に一旦監督を辞任という形で退くが1992年12月に復帰。辞任した際には練習場には一切出向かず、髪型を角刈りからソフトパーマに変えるなどして野球から完全に離れた。
1997年に母校の日大三高の監督に就任。2001年夏の甲子園で、甲子園歴代最高記録（当時）となるチーム打率.427を記録することになる強力打線を率い、同校初の夏の全国制覇を達成。2010年春の甲子園では自身2度目の準優勝。2011年夏の甲子園では、髙山俊、横尾俊建らを擁し、初戦から6試合連続二桁安打、4試合で二桁得点、6ホーマーという強力打線とエース・吉永健太朗の全試合登板の力投で自身2度目の夏の全国制覇を達成する。
先述の2001年夏チームのように豪快な攻撃野球を持ち味とし、学校の所在地から“町田の闘将”と称された。
映画『仁義なき戦い』が大好きで、大学時代に母校でコーチをやっていた時は、毎日新宿昭和館で『仁義なき戦い』の3本立てを観て母校に戻り、広島弁で「わりゃ!コラッ!」などと怒鳴りながらノックをしていたという。現在も練習では選手を褒めて伸ばす指導を行う一方、“瞬間湯沸し器”を自称するように時々大きな雷を落とす（例えば寮の掃除ができていない時など）厳格な一面を併せ持つ。ただ、単身赴任して選手と共に寮生活を行い時には選手と湯船につかったり叱った選手を監督室に招きいれスイーツをつまみながら叱った理由などを話し合うなどしている。選手たちからは「父親以上の存在」と言われるほど慕われており、実際に2011年夏の優勝メンバーはインタビューで常々「監督を男にする」「小倉野球が日本一だと証明する」と語っていた。
高知の強豪校である明徳義塾は、甲子園での初戦の戦績は2018年春の甲子園が終了した時点で、33試合で28勝5敗（うち20連勝という大記録もあり）であるが、この5敗のうち2敗を付けたのが小倉である（上記の1987年春の甲子園と、2011年春の甲子園）。
日大三高の教職員（公民教諭）の定年（65歳）から、2023年2月9日に同年3月末をもって監督を勇退することが発表された。学校からは慰留されたが、監督退任と共に日大三高も退職する。監督生活最終日となった、2023年3月31日には、町田市の日大三高野球場で帝京高校と練習試合を行い、最後の指揮を取った。試合は2度先行されながらも2ランとソロのホームランで追い付き、3対3で引き分けた。試合後には、長年東京で競い合った帝京高校野球部前監督の前田三夫から感謝の言葉を受けた。後任監督には、野球部部長の三木有造が就任した。
2012年の第25回AAA世界野球選手権大会において、日本代表監督を務め、6位で大会を終えた。また、2023年12月に馬淵史郎の後任としてU-18日本代表監督に再び就任した。

## 主な教え子
関東一
- 古賀道人（元ロッテオリオンズ）
- 三輪隆（元オリックス・ブルーウェーブ）
- 酒井弘樹（元近鉄バファローズ→阪神タイガース）※2年次まで。
- 山﨑健（元広島東洋カープ→千葉ロッテマリーンズ）※1年次のみ。
- 山本保司（元中日ドラゴンズ→千葉ロッテマリーンズ）※1年次のみ。
- 米澤貴光（関東一野球部現監督）※3年次のみ。
- 武田勝（元北海道日本ハムファイターズ）

日大三
- 近藤一樹（元大阪近鉄バファローズ→オリックス・バファローズ→東京ヤクルトスワローズ→香川オリーブガイナーズ）
- 内田和也（元ヤクルトスワローズ→埼玉西武ライオンズ）
- 千葉英貴（元横浜ベイスターズ）
- 都築克幸（元中日ドラゴンズ）
- 荒木郁也（元阪神タイガース）
- 吉田裕太（元千葉ロッテマリーンズ）
- 関谷亮太（元千葉ロッテマリーンズ）
- 山﨑福也（オリックス・バファローズ）
- 吉永健太朗（元社会人野球選手）
- 髙山俊（元阪神タイガース）
- 横尾俊建（東北楽天ゴールデンイーグルス）
- 宮之原健（元BCリーグ選手）
- 伊藤裕季也（横浜DeNAベイスターズ→東北楽天ゴールデンイーグルス）
- 坂倉将吾（広島東洋カープ）
- 櫻井周斗（横浜DeNAベイスターズ）
- 井上広輝（埼玉西武ライオンズ）

## 甲子園での成績
- 関東一：出場4回・7勝4敗・準優勝1回（春：出場2回・4勝2敗・準優勝1回／夏：出場2回・3勝2敗）
- 日大三：出場18回・30勝16敗・優勝2回・準優勝1回（春：出場7回・10勝7敗・準優勝1回／夏：出場11回・20勝9敗・優勝2回）
- 通算：出場22回・37勝20敗・優勝2回・準優勝2回